# Sander Jan Klerk

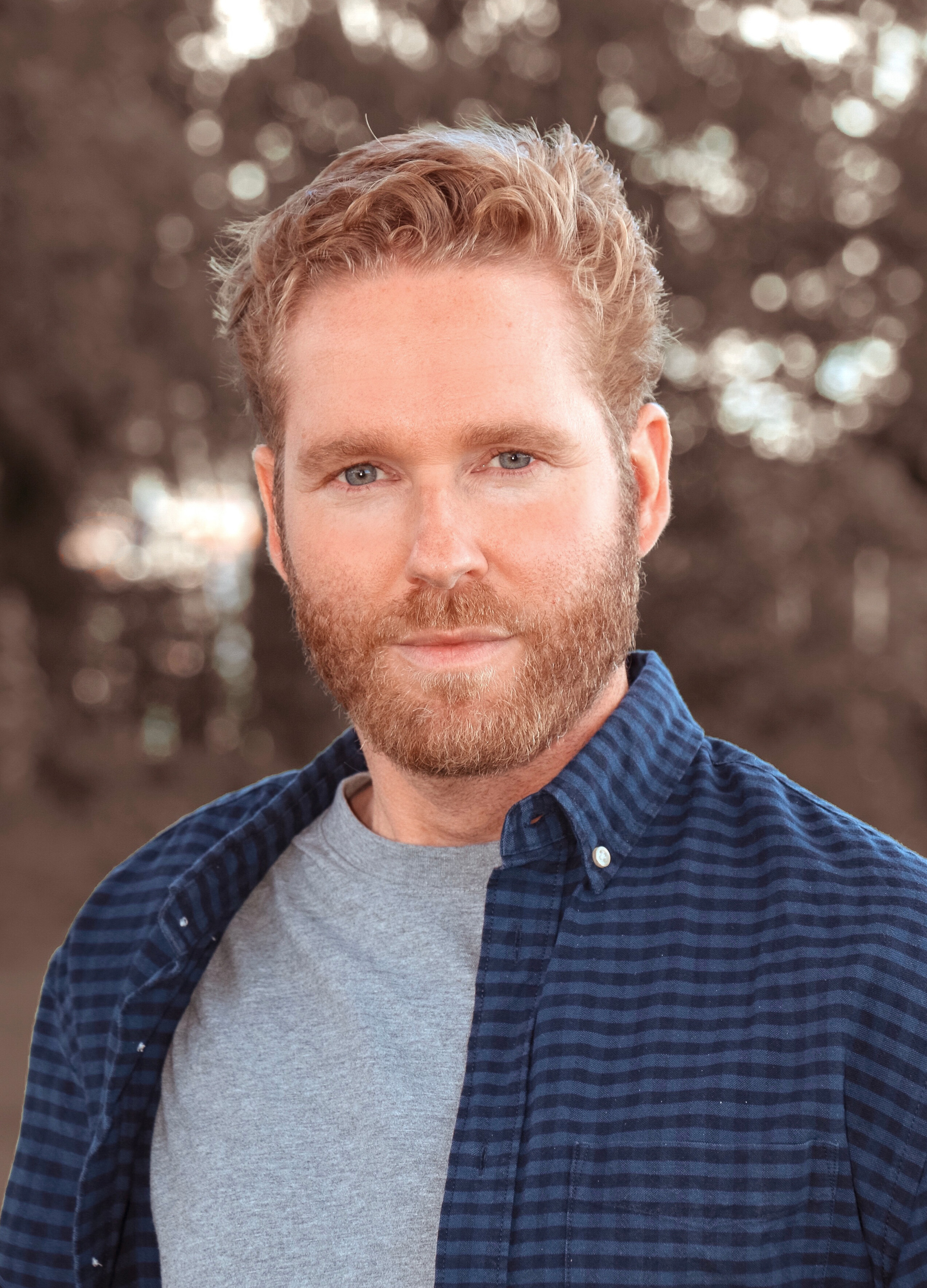
Sander Jan Klerk, 2020

Sander Jan Klerk (* 19. Juni 1982 in Den Haag) ist ein niederländischer Filmschauspieler und Musicaldarsteller.

## Leben
Klerk  nahm an der Schauspielschule Rabarber und beim Dutch Musical Ensemble Schauspielunterricht. Seit 2000 ist er als Schauspieler in Film und Fernsehen aktiv. Ebenso spielte er in einigen Musicals und Musical-Galas mit. Ab 2005 spielte er den Tierpfleger „Aaron Zomerkamp“ in der Jugend-Seifenoper Zoop sowie in dem Film Zoop in Afrika.

## Filmografie (Auswahl)
- 2004: Het glazen huis (Fernsehserie, 4 Folgen)
- 2005: Zoop in Afrika
- 2005–2006: Zoop (Fernsehserie, 129 Folgen)
- 2011: Sonny Boy – Eine Liebe in dunkler Zeit (Sonny Boy)
- 2014: Danni Lowinski (Fernsehserie, 2 Folgen)
- 2015: Goede tijden, slechte tijden (Fernsehserie, 4 Folgen)
- 2021: Glow & Darkness (Fernsehserie, eine Folge)